# 双溪毛糯医院
双溪毛糯医院（简称为“HSB”）是位于马来西亚雪兰莪州八打灵县双溪毛糯镇的一所医院。该医院占地130英亩（依格），主要为鹅唛、八打灵和瓜拉雪兰莪周边的280万居民提供医疗服务。双溪毛糯医院亦是马来西亚的全国传染病中心所在地，负责接收全国各地医院转送的传染病病患。2019年新冠肺炎正式传入马来西亚、大规模爆发之后，双溪毛糯医院一直是该国主要的新冠肺炎病患治疗中心。

## 背景
双溪毛糯医院于1999年开始兴建，目的是为了分担吉隆坡中央医院的病患，以及迎合不断增加的人口对于医疗的需求。

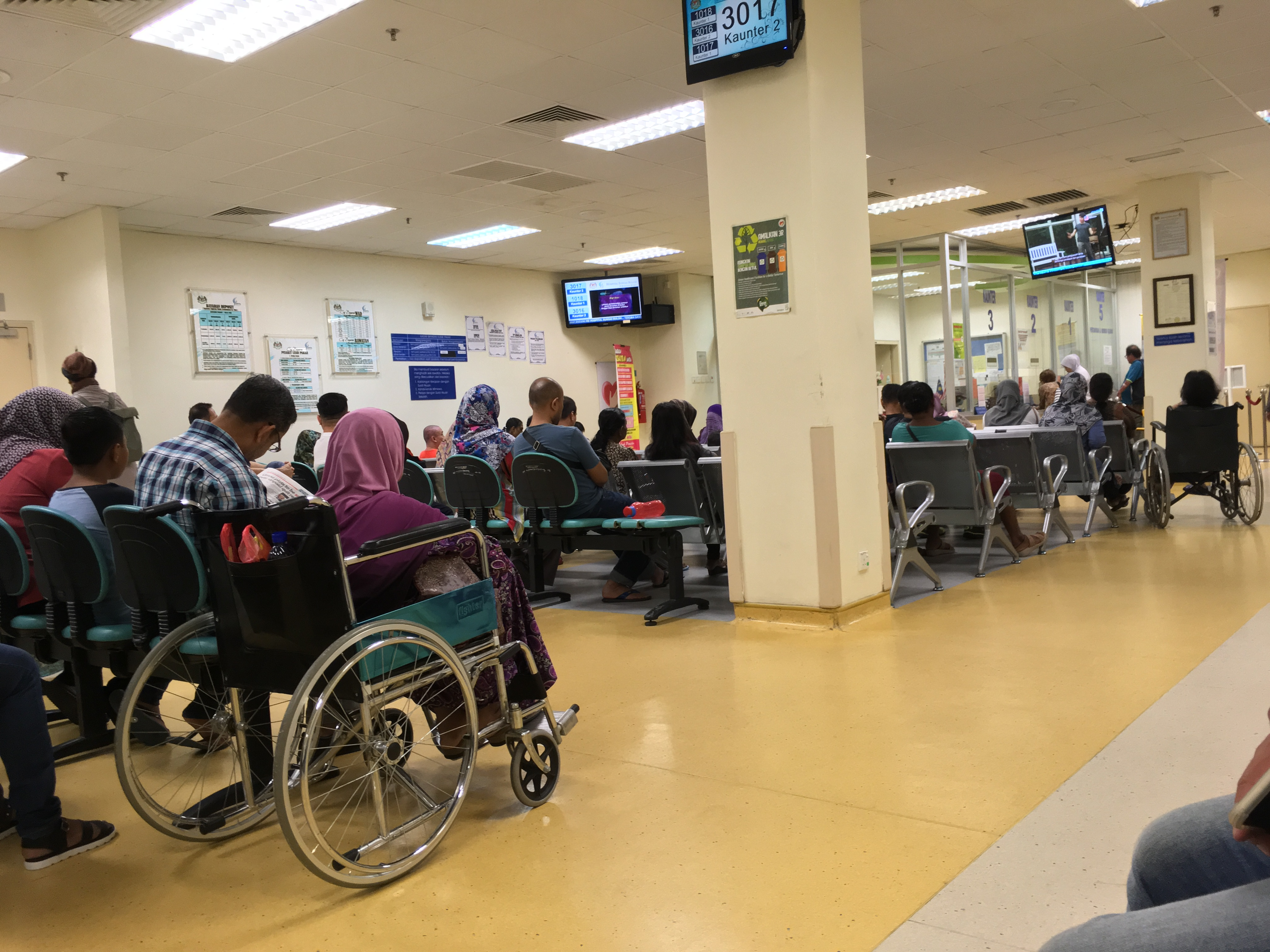
医院内的其中一个专科诊所大厅

该医院由南芽有限公司（Tunas Selatan）建造，承建费用为13亿马币。

## 获奖纪录
| 年份 | 獲提名                                             | 獎項                            | 結果 |
| ---- | -------------------------------------------------- | ------------------------------- | ---- |
| 2002 | 54号病房“给马来西亚艾滋病患者提供的出色照护及治疗” | 联合国马来西亚年度人物/组织奖项 | 獲獎 |
| 2020 | 2019冠状病毒病团队“对抗疫情时坚定不移的付出”       | 全球医疗奖（Global Health Awards）                  | 獲獎 |

## 临近交通
陆路
南北大道北段设有一个立交桥出口直接通往该医院。
铁路和巴士
该医院设有巴士停站，可通过搭乘双加捷运和KTM通勤铁路的换乘站双溪毛糯站设有的T100接驳巴士至该医院和玛拉工艺大学双溪毛糯校区等。